# 5. obveščevalno-izvidniški bataljon Slovenske vojske
5. obveščevalno-izvidniški bataljon (kratica: 5. OIB) je bataljon Slovenske vojske, ki zagotavlja delovanje komunikacijskih in informacijskih sistemov Slovenske vojske. Prav tako podpirajo vodstvene poveljniško-štabne procese, izvajajo nadzor in kontrolo zračnega prostora ter obveščevalno oskrbujejo strateško in operativno-taktično raven poveljevanja.

## Zgodovina
Prva poveljnica bataljona je bila Alenka Ermenc, ki je s tem bila prva ženska na položaju poveljnika bataljona.

## Organizacija
2005
- Poveljniško-logistična četa
- Enota za specialno delovanje

2010
- Poveljstvo
- Poveljniško-logistična četa
- Enota za elektronsko bojevanje

## Vodstvo
Poveljniki
- podpolkovnica Alenka Ermenc (2005 - 2006)
- polkovnik Vojko Adamič (2006 - 2009)
- major Dimitrij Fabčič (1. junij 2009[2] - 17. september 2010[3])
- podpolkovnik Boštjan Ivanjko (17. september 2010[3] - danes)

## Insignije
V polju ščita je karantanski panter, ki stoji na ležečem stiliziranem meču, v ozadju je stiliziran planet Zemlja.
(slika na desni)